# Boudinotia prima
Genre
Espèce
Boudinotia prima, unique représentant du genre Boudinotia, est une espèce de collemboles de la famille des Tullbergiidae.

## Distribution
Cette espèce est endémique de Nouvelle-Calédonie.

## Description
La femelle holotype mesure 0,84 mm et la femelle paratype 0,78 mm.

## Étymologie
Ce genre est nommé en l'honneur de Jacques Boudinot.

## Publication originale
- Weiner & Najt, 1991 : Collemboles Poduromorpha de Nouvelle-Calédonie. 6. Onchiuridae Tullbergiinae. Mémoires du muséum national d'histoire naturelle, Serie A Zoologie, Zoologia Neocaledonica 2, vol. 149, p. 119-130 (texte intégral).